# Schizopyge curvifrons
Schizopyge curvifrons és una espècie de peix cipriniforme de la família dels ciprínids.

## Morfologia
- Els mascles poden assolir 40 cm de longitud total i 1.250 g de pes.[2][3]

## Hàbitat
És un peix d'aigua dolça i de clima tropical.

## Distribució geogràfica
Es troba a Àsia: l'Afganistan, el Pakistan, l'Índia i la Xina.